# Union républicaine lorraine
Pour les articles homonymes, voir URL (homonymie).
L'Union républicaine lorraine (URL) est un ancien parti politique français fondé en 1919, dont le champ d'action se limite au département de la Moselle.

## Un parti de droite mosellan
Créée pour rassembler la sensibilité démocrate-chrétienne dans le département de la Moselle après son retour à la France en 1918, l'URL regroupe les membres du Bloc lorrain et d'anciens membres du Zentrum allemand. Se présentant aux élections législatives de 1919 en coalition avec le Bloc national sur un programme de maintien de la spécificité de cette partie de la Lorraine, notamment en matière de cultes, d'enseignement et de langues, et de souplesse dans l'application de la législation française, l'URL obtient 65 % des voix et fait élire tous ses candidats, parmi lesquels le jeune Robert Schuman.
L'URL se rattache en 1923 à la Fédération républicaine, quoique par des liens assez lâches d'abord, et se transforme en Union républicaine démocratique (URD) en 1929. Elle est alors une nébuleuse de comités électoraux sans engagement militant et laisse toute latitude à ses dirigeants locaux et aux élus, afin de se concilier aussi bien les républicains nationaux francophones que les populations germanophones. Elle est plus un cartel électoral qu'un véritable parti politique organisé. Sa puissance repose sur la fidélité des réseaux de notables - curés, maires et industriels - et sur le soutien des nombreux périodiques locaux, et d'abord les quotidiens francophones messins Le Lorrain — quotidien catholique dirigé par le chanoine Ritz, partisan du rattachement à la Fédération républicaine et l'un des principaux piliers du parti — et Le Messin.
Ses députés siègent tout d'abord dans des groupes parlementaires proches de la Fédération républicaine, avant de constituer, en 1932, le groupe des Républicains du centre puis, en 1936, celui des Indépendants d'action populaire, avec les députés de l'Union populaire républicaine, pendant alsacien de l'URL.

## Déclin relatif et extinction de l'étiquette URD
L'URL dispose du monopole des mandats législatifs en 1919 et en 1924. Elle perd ce monopole en 1928 mais demeure la force politique prépondérante en Moselle : elle dispose de 5 députés sur 9. Ce sont Robert Sérot (élu depuis 1919) et Édouard Moncelle (élu depuis 1924) à Metz, Robert Schuman (depuis 1919) à Thionville, Jules Wolff à Château-Salins et Henri Nominé à Sarreguemines, élus en 1928. Les 5 sénateurs mosellans appartiennent tous en revanche à l'URL : Guy de Wendel, le général Jean Stuhl (1862-1942), le général Auguste Edouard Hirschauer, le marquis Henri de Marguerie (1868-1947), sénateur de 1920 à 1933 et Maurice Bompard (1854-1942), sénateur de 1920 à 1932. De même, le conseil général est acquis à l'URL depuis 1919. Guy de Wendel le préside de 1924 à 1936. En 1932, l'URD maintient ses positions électorales lors des législatives mais est incapable de reprendre les circonscriptions perdues en 1928.
Au début des années 1930, l'URD de Moselle est une structure inactive, surtout dans la partie francophone du département, au grand dam de certains notables comme le maire de Metz et conseiller général Paul Vautrin. Le parti est divisé et peine à départager les notables qui réclament son investiture. C'est par exemple le cas lors d'une élection législative partielle en 1933 à Château-Salins. La question des divisions historiques et linguistiques mosellanes aggrave les divisions.

## Un parti opposé aux autonomistes mosellans
L'URL/URD est un parti proche de l'Église catholique, très influente en Moselle grâce à un clergé paroissial nombreux et écouté, une presse confessionnelle puissante et un réseau dense d'associations confessionnelles et de congrégations. Mais le monde catholique mosellan est divisé, sur des enjeux spécifiques, qu'on retrouve en Alsace. Aux clivages entre républicains nationaux - représentés notamment par Guy de Wendel ou l'abbé Charles Ritz - et démocrates-chrétiens, tel Robert Schuman, s'ajoutent des clivages entre patriotes défenseurs de la langue et de la culture françaises et catholiques davantage tournés vers l'Alsace et l'Allemagne, défenseurs de leurs spécificités germanophones et très critiques à l'égard du poids des industriels comme la famille de Wendel en Moselle. C'est ainsi que l'URL s'oppose à un parti autonomiste issu d'une scission de l'URL en 1927, le parti chrétien-social, dirigé par Victor Antoni. Le conflit entre les deux partis connaît son apogée entre 1928 et 1931. 
Un rapprochement s'est ensuite esquissé, culminant dans la formation en 1936 du Front lorrain dans le contexte de la lutte contre le Front populaire, et notamment contre sa politique scolaire visant à prolonger l'obligation scolaire jusqu'à 14 ans et jusqu'à 15 ans en Alsace-Moselle. Ce conflit scolaire de 1936-37 s'est joué sur un terrain religieux; les catholiques alsaciens et mosellans étant persuadés que Léon Blum entendait remettre en cause le statut scolaire de l'Alsace-Moselle. 
En Moselle, les principaux opposants au projet sont d'abord les conseillers généraux de droite, et surtout le chanoine Ritz, rapporteur et rédacteur d'une motion de protestation du conseil général le 19 novembre 1936, Victor Antoni, Eugène Foulé, l'abbé Weber et Kirsch. L'Action catholique du diocèse de Nancy, lors de son assemblée générale du 14 février 1937, hésite à procéder à une protestation par voie de pétition. Une pétition est finalement mise en place et ses résultats sont dévoilés le 2 mai : 228 066 hommes et femmes de Moselle ont signé la pétition pour le maintien d'une école confessionnelle et bilingue. Une série de réunions de protestation a aussi lieu le 28 février dans une trentaine de localités. Les orateurs sont des élus — parlementaires ou conseillers généraux — ou des militants catholiques laïcs.

## Sources
- Jean-François Colas, Les droites nationales en Lorraine dans les années 1930 : acteurs, organisations, réseaux, Thèse de doctorat, Université de Paris X-Nanterre, 2002
- Jean-Claude Delbreil, Les parlementaires et les forces politiques en Moselle dans l'entre-deux-guerres, in Jean El Gammal (dir.), Dictionaire des parlementaires lorrains de la IIIe République, Metz, Ed. Serpenoise, 2006, p; 87-129
- François Roth, La Lorraine annexée : Étude sur la Présidence de Lorraine dans l'Empire allemand (1870-1918), Thèse de doctorat, Université de Nancy II, 1976, p. 671-674
- François Roth, La vie politique en Lorraine au XXe siècle, Metz-Nancy, Ed. Serpenoise-P.U.N., 1985
- Jean-Marie Mayeur, Une bataille scolaire : les catholiques alsaciens et la politique scolaire du gouvernement du Front populaire, Cahiers de l'asociation interuniversitaire de l'Est, Strasbourg, 1962, p. 85-101[12]